# Agrilus smaragdinus
Agrilus smaragdinus é uma espécie de inseto do género Agrilus, família Buprestidae, ordem Coleoptera.
Foi descrita cientificamente por Solsky, 1875.